# Склоомивач
Склоомивач — механізм автомобіля призначений для подачі рідини на лобове чи заднє скло або фару. 

## Будова
Омивання скла проводиться за допомогою електродвигуна, з'єднаного із відцентровим водяним насосом. Двигун насоса може бути встановлений у ємності із рідиною чи в окремому місці. Самопрокачуючий насос обладнаний вхідним фільтром. Двигун розрахований на роботу в діапазоні температур від -20°C до 80°C. При цьому враховується що ємність заправлена незамерзаючою рідиною. В нормальних умовах експлуатації при силі струму 2,8 А і напрузі 13,5 В подача насоса становить 0,74 л/с при тиску 1,7 Атм[джерело?].

## Омивачі переднього, заднього скла
Механізм омивача допомагає зволожувати скло при роботі щіток склоочисника. Без омивача щітки лише розмазують бруд по склу а не очищають його. При роботі обмивника скло автомобіля змочується струменем рідини з форсунок, які встановлені біля склоочисника. Зволожений бруд потім легко очищається щітками склоочисника.
На автомобілях з типом кузова Хетчбек та Універсал при русі створюється завихрення повітря біля заднього скла і воно часто забруднюється. Тому на авто такого типу встановлюється склоочисник та омивач.